# Upplands runinskrifter 1036
Runinskrift U 1036 är en runsten vid Tensta kyrka, Uppsala kommun. Stenen är en av fyra kända vid Tensta kyrka, varav tre finns bevarade - denna, U 1034 och U 1035. U 1037 är försvunnen. Runstenen var under en längre tid försvunnen men återfanns av en händelse av Richard Dybeck 1864. Det var under grävningar efter U 1034 som han stötte på denna sten.

## Stenen
Runstenen är i ljusgrå granit med en brottyta av blågrå skiffer, 1,69 meter hög och 1,46 meter bred. Stenen var tidigare lagd som tröskel utomhus, utanför korhuset, men är numera rest vid kyrkogårdsmuren, 25 meter öster om grinden. Dess ursprungliga plats är inte känd.

## Inskriften
Ristningen är grunt huggen, men ändå relativt tydlig.
Translitterering av runraden:
sihuastr ' uk ' bratr ' uk ' uikitil · elha ' lit ' rita stin eftiʀ ' anhuit ' sun ' sin ' sum '  tauþr '  huita'huaþum ' (k)ristr ' ialbi ' sial ' antuita
Normalisering till runsvenska:
Sigfastr ok Brandr ok Vikætill. Hælga let retta stæin æftiʀ Andvett, sun sinn, sum [vaʀ] dauðr [i] hvitavaðum. Kristr hialpi sial Andvettaʀ.
Översättning till nusvenska:
Sigvast och Brand och Vikättel. Helga lät uppresa stenen efter Andvätt, sin son, som blev död i dopkläder. Krist hjälpe Andvätts själ.
Helga lät alltså resa stenen efter sin döde son, Andtvätt. De tre första namnen är troligen bröder till Andtvätt som varit med om att resa stenen och ville ha sina namn med på ristningen men utrymmet på stenen tillät inte att förklara sammanhanget närmare.
Förmodligen dog Andtvätt på resa utomlands men hann döpa sig innan döden, vilket ansågs viktigt att framhålla i minnesristningen.